# Ferdinand Onno
Ferdinand Onno (* 19. Oktober 1881 in Czernowitz in Galizien, gebürtig Ferdinand Onowotschek; † 18. August 1969 in Wien) war ein österreichischer Schauspieler. Sein Sohn war der Botaniker Max Onno (1903–1970).

## Karriere am Theater
Der gebürtige Galizier hatte gegen Ende der 1890er Jahre die Universität in Wien besucht und später in Berlin privaten Schauspielunterricht erhalten. An der Reicher’schen Hochschule für Dramatische Kunst in der deutschen Hauptstadt bildete er sich fort. Zur Jahrhundertwende erhielt Onno seine ersten Verpflichtungen an Kleinstbühnen in der deutschen Provinz (Köthen, Schweidnitz, Kiel und Neisse – dort 1901 erstes nachweisbares Festengagement), ehe er 1902 erstmals an das Burgtheater in Wien stieß.
Bereits im Jahr darauf kehrte er nach Berlin zurück, um dort ein Engagement anzutreten. Im Juni 1903 holte Max Reinhardt ihn erstmals an seine Bühnen, dort blieb er bis Mai 1906 und übernahm Nebenrollen in Shakespeare-Stücken und anderen Bühnenklassikern. Man sah Onno als Fortinbras in Hamlet (1903), als syrischen Hauptmann in Salome (1904), als Orest in Elektra (1904), als Fenton in Die lustigen Weiber von Windsor (1904), als Gustav von Prandau in Abschied vom Regiment (1905), als Hascher in Sanna (1905), als Demetrius bzw. Lysander in Ein Sommernachtstraum (1905 bzw. 1906), als Ferdinand in Kabale und Liebe (1906), als Lorenzo in Der Kaufmann von Venedig (1906) und als Philipp in Der Graf von Charolais (1906).
Am 22. März 1922 spielte Onno am Deutschen Volkstheater Wien in der Uraufführung von Hans Kaltnekers Drama Die Opferung den Prinzen (Regie: Hans Brahm).
Anschließend war Onno vier Jahre lang am Deutschen Landestheater in Prag tätig. In dieser Zeit wuchs Ferdinand Onno, der sich bis dahin meist mit kleinen Rollen begnügen musste, ins Fach jugendlicher Liebhaber hinein. Der berühmte Kollege Josef Kainz holte Onno daraufhin im Jahre 1910 ans Deutsche Volkstheater in Wien zurück. Seine intensiven, vibrierend-emotionsstarken Jünglingsinterpretationen jener frühen Jahre ließen die Kritiker oftmals in Verzückung geraten. Der österreichischen Hauptstadt blieb Onno bis an sein Lebensende treu, nach 20-jähriger Ensemblezugehörigkeit zum Volkstheater wechselte Onno 1930 erneut ans Burgtheater, dem er über ein Vierteljahrhundert lang, bis zu seiner Pensionierung, angehören sollte.
Rasch wuchs er in das Charakterfach hinein, spielte meist Machtmenschen und hochrangige Persönlichkeiten in klassischen Stücken. Onno spielte den Davison in Maria Stuart, den Herzog von Gloucester in König Lear, König Edward IV. in Richard III. und den Kaiser in Götz von Berlichingen.

## Tätigkeit beim Film
Beim Film sah man Onno in den ersten fünf Jahren nach Ende des Ersten Weltkriegs mehrfach. Dort übernahm er in Rudolf Stiassnys Inszenierung Der Rebell eine Doppelrolle, verkörperte in Der junge Medardus den Marquis de Valois und in Die Sklavenkönigin den Dichter Ana.

## Filmografie
- 1919: Der Rebell
- 1919: Der Narr seines Herzens
- 1920: Die Frau in Weiß
- 1920: Der geistliche Tod
- 1921: Olga Frohgemuth
- 1922: Ludwig II.
- 1922: Der Mann, der das Lachen verlernte
- 1922: Das Recht auf den Tod
- 1923: Die Stimme des Gewissens
- 1923: Der junge Medardus
- 1924: Die Sklavenkönigin